# Richtmikrofon
Das Richtmikrofon ist ein Mikrofontyp, der primär den frontal eintreffenden Schall aufnimmt und dadurch eine Richtcharakteristik aufweist. Schall aus anderen Richtungen wird stärker gedämpft in elektrische Signale umgesetzt.

## Ausnahmen
Da lediglich Druckmikrofone bzw. zweimembranige Mikrofone in einem bestimmten Überlagerungsmodus eine Kugelcharakteristik aufweisen, in der alle Richtungen gleich ausgezeichnet sind, können alle anderen Mikrofone als Richtmikrofone und damit als Druckgradientenempfänger bezeichnet werden. Richtcharakteristische Modelle sind:
- die Breite Niere
- die Niere
- die Superniere
- die Hyperniere
- die Acht
- die Keule; man findet die Keule beim Richtrohrmikrofon, dessen wesentliches Element das Interferenzrohr ist

## Anwendung
Richtmikrofone mit geringer Empfindlichkeit für den Schall außerhalb der Einsprechrichtung sind ein Mittel, um eine Sprachverständlichkeit in lauter Umgebung zu verbessern. Selbst in gewisser Distanz zur übertragenden Schallquelle mag die Abschirmwirkung erhalten bleiben.
Richtrohrmikrofone ermöglichen es, in einiger Entfernung einzelne Signalquellen herauszufiltern. Dazu haben diese Mikrofone meistens längere Schallrohre mit mehreren Schalleintrittsöffnungen. Die Wirksamkeit der Keulencharakteristik wird jedoch häufig überschätzt.
Gleichwohl bleibt die beste Möglichkeit, die Sprachverständlichkeit zu erhöhen, wenn der Sprecher eine kürzere Distanz zum Mikrofon einhält, da sich auch bei Richtmikrofonen mit der Entfernung von der Schallquelle die Wirksamkeit der Richtcharakteristik verringert. Tonstörungen, die bei der Nahbesprechung von Mikrofonen auftreten können (das Poppen), werden mit einem Windschutz (Poppschutz) vermieden.